# Luisinho Quintanilha
Luís Carlos Quintanilha (Rio de Janeiro, 17 de março de 1965), mais conhecido por Luisinho, é um ex-futebolista brasileiro que atuava como volante. Atualmente auxiliar técnico permanente no Vasco da Gama.
Ficou nacionalmente conhecido por suas passagens por Botafogo e Vasco da Gama.

## Carreira
Luisinho começou nas categorias de base do Botafogo e em 1982 foi promovido à equipe principal do clube. Ele esteve presente na conquista do Campeonato Carioca de 1989, que terminou com o jejum de títulos do alvinegro carioca. Ele conquistou também o título carioca no ano seguinte. Foi no Botafogo que ele marcou os seus sete gols.
Luisinho jogou pelo "Fogão" até o fim de 1990, quando acertou a sua transferência para outro clube carioca, o Vasco da Gama.
Após dois anos no Vasco, o volante voltou a conquistar outro título estadual. Ele repetiu o feito nos dois anos seguintes, atingindo a marca de cinco títulos estaduais.
Entre junho de 1993 e Janeiro de 1994, Luisinho esteve ao serviço do Celta de Vigo. O jogador ficou pouco tempo na equipe espanhola e regressou ao Brasil, novamente para o Vasco da Gama, onde ficou por três meses.
Em junho de 1994, transferiu-se para o Corinthians, num contrato de seis meses. Pelo clube paulista, Luisinho teve a oportunidade de disputar a sua primeira final do Campeonato Brasileiro, mas com a derrota do Corinthians para o Palmeiras, não pode comemorar o título, que seria inédito na sua carreira.
No ano seguinte, regressou pela segunda vez ao Vasco da Gama. Em 1997, voltou a disputar uma final do Campeonato Brasileiro, mais uma vez contra o Palmeiras, porém o resultado foi diferente e Luisinho conquistou o seu primeiro título nacional. Este feito repetiu-se em 2000, quando conquistou outro Campeonato Brasileiro, também pelo Vasco.
O jogador continuou no clube carioca até o fim da sua carreira e, mesmo sendo perseguido por lesões (a mais grave foi no tornozelo, que lhe rendeu até uma cirurgia) acumulou mais títulos, incluindo dois títulos internacionais, a Taça Libertadores da América, no ano do centenário do clube, e a Copa Mercosul de 2000. Depois da conquista da Mercosul, Luisinho encerrou a carreira, aos 35 anos. Foram 228 partidas e sete gols, todos marcados com a camisa do Botafogo.
Após encerrar a carreira, como jogador. Luisinho se tornou empresário de jogadores. nos anos 2000. logo depois, mudou-se prara o cargo de treinador, onde fez estágios e esteve como auxiliar-técnico. iniciando sua carreira de treinador à frente do Rio Branco de Americana. onde logo de cara, conquistou a Série A3 do Paulista. No dia 12 de janeiro de 2025 foi anunciado pelo Vasco da Gama como auxiliar técnico permanente do clube. 

### Seleção Brasileira
Pela Seleção Brasileira, Luisinho disputou oito jogos e marcou um gol, num jogo válido pela "U.S. Cup" contra a Seleção Alemã.
Ele também esteve presente na participação brasileira na Copa América de 1993. Foi cotado para atuar na Copa de 1994, mas não chegou a ser lembrado por Carlos Alberto Parreira na convocação dos 22 jogadores que iriam aos EUA.

## Títulos

### Como jogador
Botafogo
- Troféu Palma de Mallorca: 1988
- Campeonato Carioca: 1989 e 1990
- Taça Rio: 1989
- Torneio da Amizade de Veracruz (México): 1990

Celta de Vigo
- Troféu Cidade de Vigo: 1993

Vasco da Gama
- Campeonato Brasileiro: 1997 e 2000
- Campeonato Carioca: 1992, 1993, 1994 e 1998
- Taça Guanabara: 1992, 1994, 1998 e 2000
- Taça Rio: 1992, 1993, 1998 e 1999
- Taça Libertadores da América: 1998
- Torneio Rio-São Paulo: 1999
- Copa Mercosul: 2000
- Troféu Bortolotti: 1997
- Copa Rio Estadual: 1992 e 1993
- Troféu Palma de Mallorca: 1995

### Como treinador
Rio Branco-SP
- Série A3 do Paulista: 2012